# 4218 Demottoni
4218 Demottoni eller 1988 BK3 är en asteroid i huvudbältet som upptäcktes den 16 januari 1988 av den belgiske astronomen Henri Debehogne vid La Silla-observatoriet. Den är uppkallad efter italienaren Glauco de Mottoni y Palacios.
Den tillhör asteroidgruppen Flora.